# Марко Девић
Марко Девић (укр. Марко Девич, Marko Devych; Београд, 27. октобар 1983) је бивши украјински фудбалер српског порекла.

## Каријера
У Србији је између 2000. и 2004. играо за Звездару, Железник, Раднички Београд и Вождовац. Највећи део каријере је провео у украјинском Металисту из Харкова, где је од 2006. до 2012. године на 148 првенствених утакмица постигао 64 гола. Наступао је и за Шахтар Доњецк, Рубин Казањ, који га је слао на позајмицу у катарски Ал Рајан, Ростов, Вадуц, Сабах да би се у августу 2019. вратио у Вождовац. Након једне полусезоне напушта Вождовац. У јануару 2020. по други пут у каријери потписује за азербејџански Сабах, али већ у априлу исте године објављује да завршава играчку каријеру.
За сениорску репрезентацију Украјине је наступао од 2008. до 2014. године, и током тог периода је на 35 одиграних мечева постигао седам голова. Са Украјином је играо на Европском првенству 2012. у Пољској и Украјини.

## Трофеји и признања

### Клуб
ФК Звездара
- Друга лига СРЈ (1) : 2000/01.

ФК Раднички Београд
- Друга лига СРЈ (1) : 2003/04.

Шахтар Доњецк
- Премијер лига Украјине (1) : 2012/13.
- Куп Украјине (1) : 2012/13.
- Суперкуп Украјине (1) : 2012.

### Индивидуални
- Најбољи стрелац Премијер лиге Украјине (1) : 2007/08.